# Aakirkeby IF Fodbold
Aakirkeby Idrætsforening Fodbold (eller AAIF Fodbold) er fodboldafdelingen af Aakirkeby Idrætsforening, der er hjemmehørende i Aarkirkeby i Bornholm. Foreningen blev stiftet den 19. september 1927. Fodboldafdelingen spiller hjemmekampe i Aakirkeby Stadion. Fodboldafdelingen er medlem af DBU Bornholm og derigennem DBU og DIF. Fodboldafdelingens førsteherrerhold spiller i Bornholmsserien, mens andetholdet spiller i Serie 2. Fodboldafdelingens førstekvindehold spiller i Bornholmsserien for kvinder.